# Centraal-Afrikaans Keizerrijk
Het Centraal-Afrikaans Keizerrijk ontstond op 4 december 1976 uit de Centraal-Afrikaanse Republiek toen president Jean-Bédel Bokassa zichzelf uitriep tot keizer Bokassa I. Een jaar later, op 4 december 1977 kroonde hij zich tot keizer in een ceremonie die zo'n 20 miljoen dollar kostte, een kwart van het Centraal-Afrikaanse bnp.
Na zijn val in 1979 na een door Frankrijk gesteunde staatsgreep, werd het land weer herdoopt in Centraal-Afrikaanse Republiek. Het Centraal-Afrikaanse Keizerrijk was samen met Japan een van de laatste keizerrijken.
Op 22 april 2003 had het Louvre des Antiquaires, een prestigieus shoppingcentrum in Parijs, een tijdelijke expositie van de gewaden die Bokassa droeg tijdens zijn kroning. Dat waren replica's van de kostuums die Napoleon Bonaparte had gedragen tijdens zijn kroning tot Keizer van Frankrijk in 1804.